# توماس ديتز
توماس ديتز (بالألمانية: Thomas Dietz)‏ هو لاعب سيرك ‏ ألماني، ولد في 19 مايو 1982 في ريغنسبورغ في ألمانيا.